# Zenica
Zenica (lyssna (fil), kyrilliska: Зеница) är en stad i kommunen Zenica i kantonen Zenica-Doboj i centrala Bosnien och Hercegovina. Staden är kantonshuvudort och ligger vid floden Bosna, cirka 56 kilometer nordväst om Sarajevo. Zenica hade 70 553 invånare vid folkräkningen år 2013.
Av invånarna i Zenica är 78,29 % bosniaker, 9,56 % kroater, 3,49 % bosnier, 3,25 % serber och 0,91 % romer (2013).
På platsen där Zenica ligger fanns en romersk bosättning, kallad Bistua Nuova. Staden omnämns för första gången i ett dokument från den 20 mars 1436.
Före Bosnienkriget på 1990-talet var staden ett centrum för den tunga industrin i Jugoslavien. Alltjämt är stålindustrin Zenicas viktigaste näring. Utanför staden ligger ett stort kolkraftverk.
Staden har ett fotbollslag vid namn NK Čelik Zenica.